# Nati nel 1952/Gennaio
| Questa pagina contiene informazioni ricavate automaticamente dalle voci biografiche con l'ausilio del template Bio e di un bot. L'aggiornamento è periodico e automatico e ricostruisce completamente la pagina. Se manca una persona in questa lista, sei pregato di non aggiungerla, ma accertati piuttosto che la sua voce biografica contenga il template Bio e che i dati anagrafici siano correttamente compilati. Se il template Bio manca, inseriscilo tu stesso o, in alternativa, metti l'avviso {{tmp\|Bio}} che ne segnala la mancanza. Se i dati riportati sono sbagliati, correggi direttamente la voce biografica; le modifiche saranno visibili in questa lista entro pochi giorni. Per chiarimenti vedi il progetto biografie. La lista contiene solo le 278 persone che sono citate nell'enciclopedia e per le quali è stato implementato correttamente il template Bio. Pagina aggiornata al 18 ago 2025. |

- 1º gennaio - Jean-Paul Akono, ex calciatore e allenatore di calcio camerunese
- 1º gennaio - Sewnet Bishaw, allenatore di calcio etiope
- 1º gennaio - Nick Bourne, politico gallese
- 1º gennaio - Gilberto Cappelli, compositore italiano
- 1º gennaio - Franco Casalini, allenatore di pallacanestro italiano († 2022)
- 1º gennaio - Domenico Cersosimo, economista e politico italiano
- 1º gennaio - François Chatriot, pilota di rally francese
- 1º gennaio - Giovanni Colzato, ex calciatore italiano
- 1º gennaio - Alberto Cracco, attore italiano
- 1º gennaio - Stephanie Faracy, attrice statunitense
- 1º gennaio - Simone Fraccaro, ex ciclista su strada e pistard italiano
- 1º gennaio - Sergio Fusetti, restauratore italiano
- 1º gennaio - Domenico Gallo, politico italiano
- 1º gennaio - Hamad bin Khalifa Al Thani, emiro qatariota
- 1º gennaio - Mahamadou Issoufou, politico nigerino
- 1º gennaio - Carlo Macchitella, produttore cinematografico, produttore televisivo e saggista italiano († 2023)
- 1º gennaio - Massimo Mesciulam, attore, regista e pedagogo italiano
- 1º gennaio - Roberto Paleari, ex cestista italiano
- 1º gennaio - Gianni Pinnizzotto, fotografo e giornalista italiano
- 1º gennaio - Bruno Ranieri, ex calciatore italiano
- 1º gennaio - David Rodriguez, attore e poeta statunitense († 2015)
- 1º gennaio - Matt Roe, attore statunitense († 2003)
- 1º gennaio - Valcho Stoev, ex pesista bulgaro
- 1º gennaio - Tarcisio Tarquini, giornalista e critico letterario italiano
- 1º gennaio - Juryj Zacharanka, generale bielorusso
- 1º gennaio - René de Ceccatty, scrittore e traduttore francese
- 2 gennaio - Dennis Condrey, wrestler statunitense
- 2 gennaio - Indulis Emsis, politico lettone
- 2 gennaio - Robbie Ftorek, allenatore di hockey su ghiaccio e ex hockeista su ghiaccio statunitense
- 2 gennaio - Paolo Hendel, comico, cabarettista e attore italiano
- 2 gennaio - Marian Kotleba, ex cestista cecoslovacco
- 2 gennaio - Marianne Leone, attrice statunitense
- 2 gennaio - Shahen Meghrian, partigiano armeno († 1993)
- 2 gennaio - Joël Muller, allenatore di calcio, ex calciatore e dirigente sportivo francese
- 2 gennaio - Emmanuel Nguyễn Hồng Sơn, vescovo cattolico vietnamita
- 2 gennaio - Wendy Phillips, attrice, produttrice cinematografica e insegnante statunitense
- 2 gennaio - Elvira Saadi, ex ginnasta sovietica
- 3 gennaio - Esperanza Aguirre, politica spagnola
- 3 gennaio - Odd Berg, allenatore di calcio e ex calciatore norvegese
- 3 gennaio - Grzegorz Cziura, sollevatore polacco († 2004)
- 3 gennaio - Gianfranco Fini, politico italiano
- 3 gennaio - Susan Hagey, ex tennista belga
- 3 gennaio - Bob O'Leary, calciatore statunitense († 1993)
- 3 gennaio - Jim Ross, personaggio televisivo statunitense
- 4 gennaio - Édouard Fritch, politico francese
- 4 gennaio - Giuseppe Greco, mafioso italiano
- 4 gennaio - Juan José Guerra Abud, politico messicano
- 4 gennaio - Aleksej Spirin, arbitro di calcio russo († 2024)
- 4 gennaio - Tito Vera, ex calciatore paraguaiano
- 5 gennaio - Nick Borgen, cantante, musicista e paroliere norvegese
- 5 gennaio - Sergio D'Elia, politico, attivista e ex terrorista italiano
- 5 gennaio - Ivan Dvornyj, cestista sovietico († 2015)
- 5 gennaio - Chan Gailey, allenatore di football americano statunitense
- 5 gennaio - Uli Hoeneß, dirigente sportivo e ex calciatore tedesco
- 5 gennaio - Michèle Jacot, ex sciatrice alpina francese
- 5 gennaio - Frank Richter, ex calciatore tedesco orientale
- 5 gennaio - Johan Sætre, ex saltatore con gli sci norvegese
- 5 gennaio - Patrick Strzoda, politico francese
- 5 gennaio - Chicco Testa, dirigente d'azienda e ex politico italiano
- 5 gennaio - Leif Øgaard, scacchista norvegese
- 6 gennaio - Rosario Pio Cattafi, mafioso italiano
- 6 gennaio - Jiichirō Date, lottatore giapponese († 2018)
- 6 gennaio - John Douglas Deshotel, vescovo cattolico statunitense
- 6 gennaio - Elido Fazi, economista, editore e scrittore italiano
- 6 gennaio - Ciro Giorgini, critico cinematografico e autore televisivo italiano († 2015)
- 6 gennaio - Serge Quadruppani, scrittore francese
- 6 gennaio - Michele Sarfatti, storico italiano
- 6 gennaio - Bobby Shinton, ex calciatore inglese
- 6 gennaio - Frank Sivero, attore italiano
- 7 gennaio - Giuliano Ferrara, giornalista, conduttore televisivo e politico italiano
- 7 gennaio - Sammo Hung, regista, attore e artista marziale hongkonghese
- 7 gennaio - Fabrizio Mattei, politico italiano
- 7 gennaio - Con'o Vasilev, calciatore bulgaro († 2015)
- 8 gennaio - Enzo Carella, cantautore italiano († 2017)
- 8 gennaio - Angelo Del Favero, calciatore italiano († 2001)
- 8 gennaio - Erico Santos, pittore, disegnatore e scultore brasiliano
- 8 gennaio - Mel Reynolds, politico statunitense
- 8 gennaio - Rafael Rullán, cestista spagnolo († 2025)
- 8 gennaio - Miloslav Sochor, ex sciatore alpino ceco
- 8 gennaio - Sergio Vriz, ex calciatore italiano
- 9 gennaio - Hugh Bayley, politico britannico
- 9 gennaio - Marek Belka, docente e politico polacco
- 9 gennaio - Pietro Brambilla, attore italiano
- 9 gennaio - Baltemar Brito, allenatore di calcio e ex calciatore brasiliano
- 9 gennaio - Mike Capuano, politico statunitense
- 9 gennaio - Mathew Knowles, produttore discografico e manager statunitense
- 9 gennaio - Frank Margerin, fumettista francese
- 10 gennaio - Lô Borges, cantante, musicista e compositore brasiliano
- 10 gennaio - Oleh Romanyšyn, scacchista ucraino
- 10 gennaio - Ferdinando Rossi, allenatore di calcio e ex calciatore italiano
- 10 gennaio - George Turpin, ex pugile britannico
- 10 gennaio - Carmel Zollo, politica australiana
- 11 gennaio - Bille Brown, attore australiano († 2013)
- 11 gennaio - Ben Crenshaw, golfista statunitense
- 11 gennaio - Sondra Currie, attrice e produttrice cinematografica statunitense
- 11 gennaio - Diana Gabaldon, scrittrice statunitense
- 11 gennaio - Romano Maria La Russa, politico italiano
- 11 gennaio - Massimo Lopez, attore, comico e imitatore italiano
- 11 gennaio - Dawn Penn, cantante giamaicana
- 11 gennaio - Philip Reilly, ex schermidore statunitense
- 11 gennaio - Lee Ritenour, musicista e chitarrista statunitense
- 12 gennaio - Cliff Bentz, politico statunitense
- 12 gennaio - Philippe Capelle, filosofo e teologo francese
- 12 gennaio - Ramón Fagoaga, ex calciatore salvadoregno
- 12 gennaio - Walter Mosley, scrittore statunitense
- 12 gennaio - Campy Russell, ex cestista statunitense
- 12 gennaio - Ricky Van Shelton, cantautore statunitense
- 12 gennaio - John Walker, ex mezzofondista neozelandese
- 13 gennaio - Lucius Iwejuru Ugorji, arcivescovo cattolico nigeriano
- 13 gennaio - Bouzid Mahyouz, ex calciatore algerino
- 13 gennaio - Sonia Petrovna, attrice e ballerina francese
- 13 gennaio - Pekka Pohjola, compositore finlandese († 2008)
- 14 gennaio - Michele Castoro, arcivescovo cattolico italiano († 2018)
- 14 gennaio - Furio Chirico, batterista italiano
- 14 gennaio - Leonardo Cuéllar, ex calciatore e allenatore di calcio messicano
- 14 gennaio - Maureen Dowd, giornalista e scrittrice statunitense
- 14 gennaio - Kōnstantinos Iōsīfidīs, allenatore di calcio e ex calciatore greco
- 14 gennaio - Carlos Morete, ex calciatore argentino
- 14 gennaio - Arild Olsen, ex calciatore norvegese
- 14 gennaio - Roberto Scarpinato, politico e ex magistrato italiano
- 14 gennaio - Teitur Þórðarson, allenatore di calcio e ex calciatore islandese
- 14 gennaio - Călin Popescu Tăriceanu, politico e ingegnere rumeno
- 15 gennaio - Antonio Albano, ex calciatore italiano
- 15 gennaio - Chris Bennett, allenatore di calcio e ex calciatore inglese
- 15 gennaio - Boris Blank, musicista svizzero
- 15 gennaio - Cornelis George Boeree, psicologo statunitense († 2021)
- 15 gennaio - Rick Druschel, ex giocatore di football americano statunitense
- 15 gennaio - Andrzej Fischer, calciatore polacco († 2018)
- 15 gennaio - Melvyn Gale, violoncellista e tastierista britannico
- 15 gennaio - Peter Hla, vescovo cattolico birmano
- 15 gennaio - Luis Alberto Ordiales, ex ciclista su strada spagnolo
- 15 gennaio - Tatsuhiko Seta, ex calciatore giapponese
- 15 gennaio - Sialeʻataongo Tuʻivakanō, politico tongano
- 16 gennaio - Tamara Blažina, politica italiana
- 16 gennaio - Roberto Ferraris, ex tiratore a segno italiano
- 16 gennaio - Fuʾād II d'Egitto, re egiziano
- 16 gennaio - Piercarlo Ghinzani, ex pilota automobilistico italiano
- 16 gennaio - Blaine Hammond, ex astronauta statunitense
- 16 gennaio - Julie Anne Peters, scrittrice statunitense († 2023)
- 16 gennaio - Ljudmila Semenjaka, ex ballerina russa
- 16 gennaio - Giovanni Vavassori, ex calciatore e allenatore di calcio italiano
- 16 gennaio - Vincenzo Maria Vita, politico, giornalista e saggista italiano
- 17 gennaio - Gustavo Corni, storico italiano
- 17 gennaio - Giovanna Filippini, politica italiana
- 17 gennaio - Totò Lopez, ex calciatore italiano
- 17 gennaio - Roberto Marmo, politico italiano
- 17 gennaio - Kevin Reynolds, regista e sceneggiatore statunitense
- 17 gennaio - Ryūichi Sakamoto, musicista, compositore e attore giapponese († 2023)
- 17 gennaio - Lothar Vogt, scacchista tedesco
- 18 gennaio - Johanna-Leontina Aspeslagh, ex cestista belga
- 18 gennaio - Michael Behe, biochimico statunitense
- 18 gennaio - Terri Hoyos, attrice statunitense
- 18 gennaio - R. Stevie Moore, compositore, polistrumentista e cantautore statunitense
- 18 gennaio - Wim Rijsbergen, allenatore di calcio e ex calciatore olandese
- 18 gennaio - Daniel Solsona, allenatore di calcio e ex calciatore spagnolo
- 18 gennaio - Derek Spence, ex calciatore nordirlandese
- 19 gennaio - Ted Bachman, giocatore di football americano statunitense († 2023)
- 19 gennaio - Dewey Bunnell, cantante, chitarrista e compositore britannico
- 19 gennaio - Prekshya Rajya Lakshmi Devi, principessa nepalese († 2001)
- 19 gennaio - Mark Lambert, attore e cantante statunitense
- 19 gennaio - Nadiuska, attrice tedesca
- 19 gennaio - Robledo Puch, serial killer argentino
- 19 gennaio - Glauco Santoni, ex ciclista su strada italiano
- 20 gennaio - Irina Allegrova, cantante russa
- 20 gennaio - John Campbell, cantante, chitarrista e compositore statunitense († 1993)
- 20 gennaio - Vladimir Chotinenko, regista sovietico
- 20 gennaio - Rubén Corbo, ex calciatore uruguaiano
- 20 gennaio - Dave Fennoy, doppiatore e attore statunitense
- 20 gennaio - Dan Grimaldi, attore statunitense
- 20 gennaio - Ian Hill, bassista britannico
- 20 gennaio - Ute Hommola, ex giavellottista tedesca
- 20 gennaio - Piero Luxardo, imprenditore italiano
- 20 gennaio - José Navarro Aparicio, ex calciatore spagnolo
- 20 gennaio - Jurij Pavlov, cestista e allenatore di pallacanestro sovietico († 2004)
- 20 gennaio - Paul Stanley, cantante, chitarrista e polistrumentista statunitense
- 20 gennaio - Rimas Tuminas, regista teatrale lituano († 2024)
- 21 gennaio - Henry Azra, musicista marocchino
- 21 gennaio - Marco Camenisch, attivista svizzero
- 21 gennaio - Cliff Eisen, musicologo canadese
- 21 gennaio - Craig Evans, biblista e scrittore statunitense
- 21 gennaio - Lajos Godán, calciatore ungherese († 1987)
- 21 gennaio - Werner Grissmann, ex sciatore alpino e pilota di rally austriaco
- 21 gennaio - Qamar Gula, cantante afghana († 2022)
- 21 gennaio - Norbert Pallua, chirurgo italiano
- 21 gennaio - Michail Umanskij, scacchista russo († 2010)
- 22 gennaio - Gordana Janjić, cestista jugoslava († 2022)
- 22 gennaio - José María Núñez, ex calciatore spagnolo
- 22 gennaio - Teddy Gentry, bassista e cantante statunitense
- 22 gennaio - Aloys Wobben, imprenditore e ingegnere tedesco († 2021)
- 23 gennaio - Francesco Burroni, attore cinematografico, attore teatrale e regista italiano
- 23 gennaio - Klaus Janson, fumettista tedesco
- 23 gennaio - Henrique da Costa Mecking, scacchista brasiliano
- 23 gennaio - Gian Piero Piretto, storico e traduttore italiano
- 23 gennaio - Jaroslav Pouzar, ex hockeista su ghiaccio ceco
- 23 gennaio - Dario Rivolta, politico italiano
- 23 gennaio - Elena Stojanova, ex pesista bulgara
- 23 gennaio - Frans Thijssen, allenatore di calcio e ex calciatore olandese
- 23 gennaio - Françoise Vergès, politologa e attivista francese
- 23 gennaio - Stan Washington, ex cestista statunitense
- 24 gennaio - Neus Bartrán, ex cestista spagnola
- 24 gennaio - Roberto Bernabei, medico italiano
- 24 gennaio - Fernando Conde, attore spagnolo
- 24 gennaio - Euprepio Curto, politico italiano
- 24 gennaio - Raymond Domenech, ex calciatore e allenatore di calcio francese
- 24 gennaio - Siegfried Hausner, terrorista tedesco († 1975)
- 24 gennaio - Joy Marino, informatico italiano
- 24 gennaio - Giuseppe Nieddu, militare italiano († 1991)
- 24 gennaio - Eric T. Olson, ammiraglio statunitense
- 24 gennaio - Roberto Quagliozzi, ex calciatore italiano
- 24 gennaio - William Readdy, ex astronauta statunitense
- 25 gennaio - Jurij Ivanovič Česnokov, calciatore sovietico († 1999)
- 25 gennaio - Paolo Donnarumma, bassista e chitarrista italiano
- 25 gennaio - Oriella Dorella, ex ballerina italiana
- 25 gennaio - Liu He, politico e economista cinese
- 25 gennaio - Manuel Llorente Martín, dirigente sportivo spagnolo
- 25 gennaio - Mike McLeod, ex mezzofondista britannico
- 25 gennaio - Steve Newman, chitarrista sudafricano
- 25 gennaio - Whit Stillman, regista e sceneggiatore statunitense
- 25 gennaio - Lee Strobel, giornalista e saggista statunitense
- 25 gennaio - Agron Sulaj, allenatore di calcio e calciatore albanese († 1996)
- 25 gennaio - Peter Tatchell, attivista australiano
- 25 gennaio - Emil Vladimirov, ex discobolo bulgaro
- 26 gennaio - Billy Greer, bassista, cantante e produttore discografico statunitense
- 26 gennaio - Tom Henderson, ex cestista statunitense
- 26 gennaio - Mimi Leder, regista e produttrice televisiva statunitense
- 26 gennaio - Luciano Manuzzi, regista e sceneggiatore italiano
- 26 gennaio - Carlos Olivier, attore e medico venezuelano († 2007)
- 26 gennaio - Giuseppe Pisani, politico italiano
- 26 gennaio - Jim Platt, allenatore di calcio e ex calciatore nordirlandese
- 26 gennaio - Enrico Renna, compositore italiano
- 26 gennaio - Mario Runco, fisico e ex astronauta statunitense
- 26 gennaio - Renato Sarti, attore, drammaturgo e regista italiano
- 26 gennaio - Christopher L. Stone, compositore statunitense
- 27 gennaio - Veronica Burton, ex tennista britannica
- 27 gennaio - Christine Dulac, ex cestista francese
- 27 gennaio - Osman Hassan, ex cestista egiziano
- 27 gennaio - Italo Farnetani, pediatra, diplomatico e divulgatore scientifico italiano
- 27 gennaio - Marisa Figurato, giornalista italiana
- 27 gennaio - Brian Gottfried, ex tennista statunitense
- 27 gennaio - Asma Jahangir, avvocata e attivista pakistana († 2018)
- 27 gennaio - Billy Johnson, ex giocatore di football americano statunitense
- 27 gennaio - Stewart Jump, ex calciatore inglese
- 27 gennaio - Calogero La Piana, arcivescovo cattolico italiano
- 27 gennaio - Karin Lustgart, ex cestista tedesca
- 27 gennaio - Grégoire M'Bida, ex calciatore camerunese
- 27 gennaio - Hiroyuki Nasu, regista e sceneggiatore giapponese († 2005)
- 27 gennaio - Ron Richardson, attore e baritono statunitense († 1995)
- 28 gennaio - Osvaldo Aquino, calciatore paraguaiano († 2025)
- 28 gennaio - Fernand Joseph Cheri, vescovo cattolico statunitense († 2023)
- 28 gennaio - Lucio Ildebrando Cocco, medico e anatomista italiano
- 28 gennaio - Nello Francescato, ex rugbista a 15 e medico italiano
- 28 gennaio - Richard Glatzer, regista e sceneggiatore statunitense († 2015)
- 28 gennaio - Günther Happich, calciatore austriaco († 1995)
- 28 gennaio - Jean-Louis Murat, cantante, musicista e attore francese († 2023)
- 28 gennaio - Julián Rubio, allenatore di calcio e ex calciatore spagnolo
- 28 gennaio - Kenny Swain, allenatore di calcio e ex calciatore inglese
- 29 gennaio - Roberto Felice Bigliardo, politico italiano († 2006)
- 29 gennaio - Jakob Brechbühl, ex calciatore svizzero
- 29 gennaio - Micaela Esdra, attrice e doppiatrice italiana
- 29 gennaio - James Kenneth Galbraith, economista statunitense
- 29 gennaio - Pete Geren, politico statunitense
- 29 gennaio - Paul Kirchner, disegnatore, fumettista e illustratore statunitense
- 29 gennaio - Cayo Lara, politico spagnolo
- 29 gennaio - Aleksej Petrušin, allenatore di calcio e ex calciatore russo
- 29 gennaio - Tommy Ramone, batterista, produttore discografico e cantautore ungherese († 2014)
- 29 gennaio - Hugo Saggioratto, ex calciatore argentino
- 29 gennaio - Alma Manuela Tirone, medico, personaggio televisivo e imprenditrice italiana († 2008)
- 30 gennaio - Erwin Hagedorn, assassino seriale tedesco († 1972)
- 30 gennaio - Lorenz-Günther Köstner, allenatore di calcio e ex calciatore tedesco
- 30 gennaio - Silvia Marcovici, violinista rumena
- 30 gennaio - Henry Ward, cestista statunitense († 2016)
- 31 gennaio - Giovanni Confalonieri, politico italiano
- 31 gennaio - Iñaki Garay, ex calciatore spagnolo
- 31 gennaio - Petra Grabowski, ex canoista tedesca
- 31 gennaio - Lorenzo Marugo, ex nuotatore italiano
- 31 gennaio - Jan Hofer, giornalista e conduttore televisivo tedesco
- 31 gennaio - Rolf Norberg, ex tennista svedese
- 31 gennaio - Sirpa Lane, attrice finlandese († 1999)